# Liboire du Mans

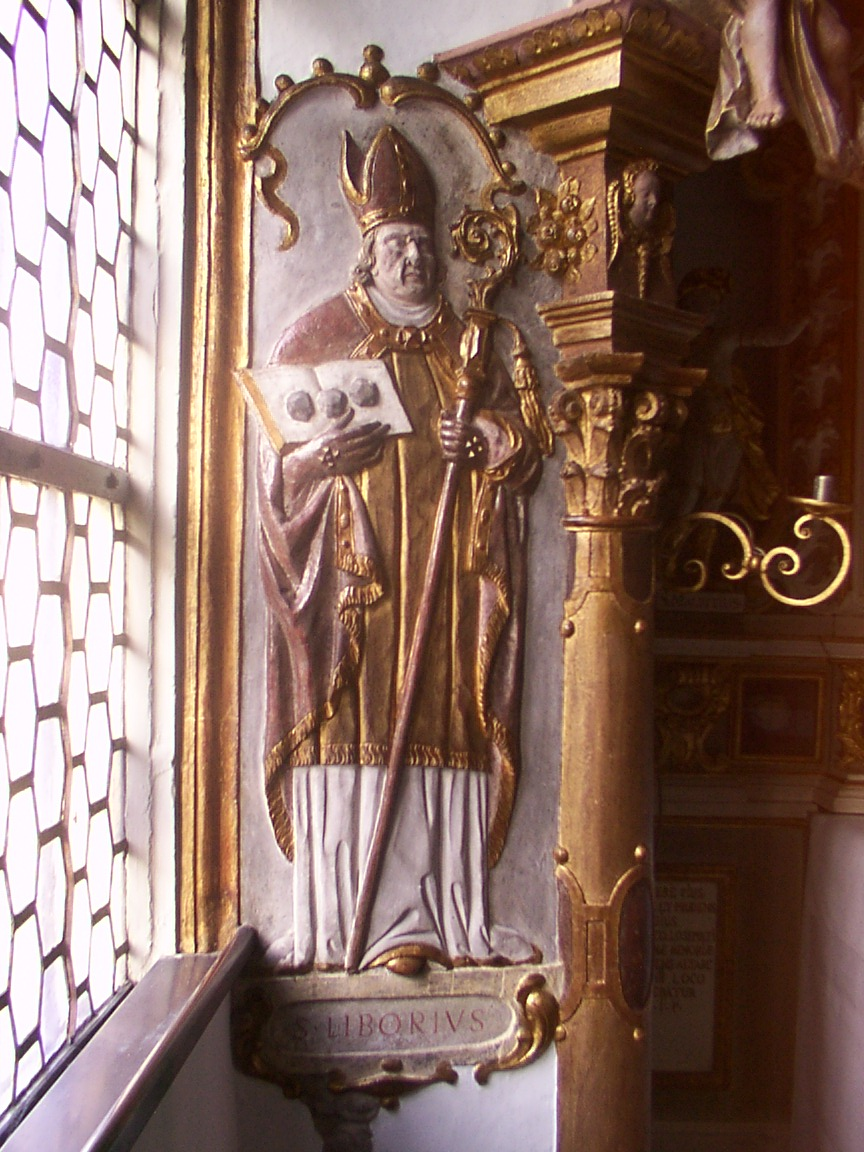
Saint Liboire du Mans, bas relief de la cathédrale Saint-Liboire de Paderborn (Allemagne).

Liboire du Mans ou saint Liboire (en latin Liborius), né vers 310 et mort en 397, a été, selon la tradition, évêque du Mans de 348 à sa mort, quatrième évêque des Cénomans, successeur de Julien du Mans. Reconnu saint, il est fêté par l'Église catholique le 9 avril.

## Biographie
Gaulois d'origine, après la découverte du christianisme, il décida de se consacrer à la vie ecclésiale et fut ordonné prêtre. À la fois attaché au service liturgique et populaire, d'un commun accord général entre son prédécesseur Palace et les fidèles, il obtint la place d'évêque du Mans en 348. Tout à la fois, il agrémenta les églises existantes et en instaura 17 nouvelles, ordonna bon nombre de ministres du culte et de diacres. Il entretint des relations avec saint Martin de Tours, qui informé qu'il était tombé malade à un âge avancé, vint auprès de lui pour lui administrer les derniers sacrements. Son corps fut déposé dans l'église des Saints-Apôtres où était déjà celui de l'évêque Palace, et qui deviendra plus tard l'église Saint-Victeur avant d'être détruite au XIXe siècle. 
Liboire est également saint patron de Paderborn en Allemagne où Charlemagne rencontra le pape Léon III qui à cette occasion fonda le diocèse. En 836, des reliques de Liboire y furent apportées afin de consacrer la cathédrale. C'est alors qu'un pacte d’éternelle fraternité fut décidé par les évêques Aldric du Mans et Badurad de Paderborn qui s'institua en jumelage qui a toujours cours. Il y a même un pèlerinage d'organisé chaque année autour des deux fêtes locales du 24 juillet pour le diocèse du Mans et du 28 juillet pour celui de Paderborn.

## Représentation, patronage et vénération
Saint Liboire est représenté avec la mitre et la crosse épiscopale, tenant les Évangiles sur lesquels sont déposés des petits cailloux. 
Il est vénéré comme guérisseur des maladies de la pierre, en particulier à Contrexéville, concernant les maladies biliaires, les coliques néphrétiques et les problèmes prostatiques.
« Saint Liboire, ô mon bon père, Intercède pour que nous n'ayons ni crise ni cailloux ».
Sont nommées en son honneur :
- le titre cardinalice de Saint Liboire ;
- la ville de Saint-Liboire au Canada ;
- la cathédrale Saint-Liboire de Paderborn ;
- l'église Saint-Liboire au Mans ;
- la chapelle ducale de San Liborio (it) à Colorno en Italie ;
- l'église Saint-Liboire de Krasnodar, paroisse catholique en Russie, dans le Kouban.